# École d'application de l'infanterie de Thiès
L'École d'application de l'infanterie de Thiès de l'armée sénégalaise est un creuset des fantassins africains. La devise de l'école est : « s'instruire pour vaincre ».

## Historique
Dans les années qui suivent l'accession à l'indépendance, la jeune armée sénégalaise, qui ne possède pas d'organisme de formation d'officiers, envoie ses cadres à l'Étranger (en France, puis plus tard dans d'autres pays européens, aux États-Unis et en Afrique). Mais devant la montée en puissance de ses forces armées, par conséquent devant l'augmentation des besoins en officiers, le Sénégal ressent la nécessité de créer sa propre école de formation. Ainsi, avec l'aide de la France, est créée, en 1981, l'École nationale des officiers d'actives (ENOA). 
En 1984, après la sortie de la deuxième promotion de l'ENOA, il est envisagé la création au sein de l'école d'une structure dénommée École d'application des armes de mêlée (EAAM). Cette disposition doit régler le problème de la rareté des places offertes par les pays amis et s'inscrit dans la volonté de formation d'une partie des jeunes officiers sur le territoire national. 
En 1986, l'EAAM devient Division des applications de l'infanterie et, en 1987, la vocation régionale de l'école s'affirme avec l'admission de stagiaires étrangers originaires d'États de la sous région. 
En 1990, après des études  conjointes de l'état-major général des armées et du ministère français de la  Coopération, l'École d'application de l'infanterie est créée dans sa forme actuelle.
Elle acquiert finalement le statut d'École nationale à vocation régionale (ENVR) le 6 octobre 2000.
Sa vocation d'école régionale lui permet d'accueillir des stagiaires sénégalais mais encore des officiers africains dont les pays appartiennent au champ de la coopération française.

## Organisation
Le chef de corps ou le commandant de l'École est un officier supérieur sénégalais. Actuellement, il s'agit du colonel Khar DIOUF.
L'Instruction : 
• Le directeur des études, le chef du bureau instruction (ex ctac) et le chef du bureau moyen (ex ctec) sont des officiers français. Le lieutenant-colonel Michaël GENSE, le chef de bataillon André HENRY et le capitaine Charles BENEZECH assurent actuellement ces fonctions. 
• Les commandants de brigades sont des officiers sénégalais du grade de capitaine ou commandant pour le cours d'application des chefs de section d'infanterie et du grade de commandant pour les cours des futurs commandants d'unité.
• Les adjudants de brigade sont des sous officiers supérieurs sénégalais.

## Les directeurs de l'École d'Application de l'Infanterie de Thiès
- Lieutenant-colonel BOISSY Georges du 01/07/86 au 15/04/87
- Lieutenant-colonel GOMIS Joseph R. du 15/04/87 au 01/09/87
- Lieutenant-colonel GOUDIABY Ousmane du 01/09/87 au 16/08/88
- Lieutenant-colonel BATHIELY Ibrahima du 01/09/88 au 01/10/90
- Lieutenant-colonel FAYE Barthélémy du 01/10/90 au 01/01/92
- Colonel FALL Mamadou du 01/01/92 au 31/12/94
- Colonel DJIGO El Hadji Babacar du 01/01/95 au 16/09/97
- Colonel CISSE Abdourahmane du 16/09/97 au 01/06/00
- Colonel NDIAYE Saliou du 01/06/00 au 01/07/02
- Colonel MOBDJI Chérif El O.du 01/07/20 au 30/06/04
- Colonel NDIAYE Aliou du 01/07/04 au 31/07/06
- Colonel DIOP Seyni Cissé du 01/08/06 au 37/07/09
- Colonel Cheikh T. MBODJI du 01/08/09 au 30/09/12
- Colonel Henri DIOUF du 01/10/12 au 01/10/2014
- Colonel Fulgence NDOUR du 01/10/2014 au 01/08/2015.
- Colonel Khar DIOUF du 01/08/2015 à nos jours.